# Urs Lüthi
Urs Lüthi (Kriens, 10 settembre 1947) è un fotografo, pittore e performance artist svizzero.

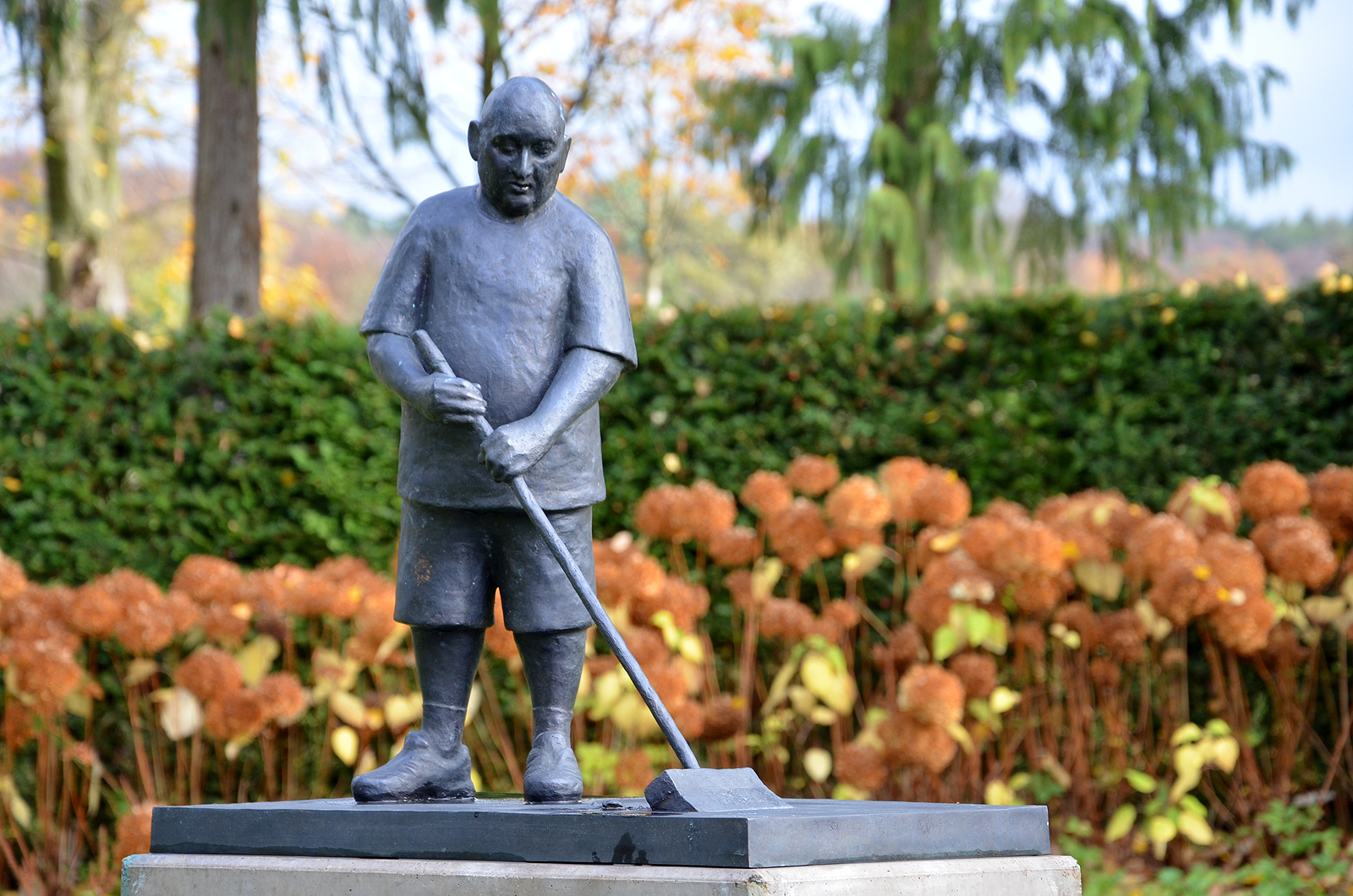
Urs Lüthi, „Autoritratto“, 2010

Lüthi ha frequentato dal 1963 al 1964 la Scuola di arti applicate di Zurigo. Quindi ha lavorato come grafico ed artista freelance. Nel 1966 si è tenuta la sua prima mostra personale Pinksize con dipinti con influenza Pop art nella galleria Beat Mäder di Berna.
Nel 1969 è passato alla fotografia e nel 1970 ha raccolto un discreto successo alla Galerie Toni Gerber di Berna con una serie di autoritratti androgini.
Nel 1980 ha iniziato a dipingere dipinti di grandi dimensioni in acrilico per trovare il proprio linguaggio visuale. Alla fine degli anni 80 è passato alle installazioni d'arte. Dal 1994 è professore alla Kassel Art Academy. Durante la Biennale di Venezia del 2001, trasformò il padiglione svizzero intitolato a "Trademarks, low action, Game II, Run for your life ..." in un'installazione dove si presentò, ironicamente, sdraiato nel centro della stanza, sorridente, vestito in tuta, con scarpe sportive e occhiali da sole.
Le sue opere sono visibili in numerosi musei, per esempio, alla Kunsthalle di Amburgo, al Kunstmuseum di Berna ed al Centro Pompidou nel Museo nazionale d'arte moderna di Parigi e al MADRE di Napoli.